# Matthias Maute
Matthias Maute (* 1963 in Ebingen)  ist ein deutscher Blockflötist und Komponist, der heute in Montreal in Kanada lebt.

## Leben
Matthias Maute wurde als Sohn von Ursula (geb. Fischer) und Wilhelm Maute in Ebingen geboren, einer Stadt auf der Schwäbischen Alb in Baden-Württemberg gelegen. Er wuchs gemeinsam mit drei Schwestern auf. Matthias Maute studierte Blockflöte an den Musikhochschulen in Freiburg und Utrecht vor allem bei Baldrick Deerenberg und Marion Verbruggen. Im Jahr 1990 gewann er den ersten Preis in der Solistenkategorie des Wettbewerbs für Alte Musik in Brügge, im Jahr 1994 mit dem Trio Passagio den Wettbewerb des holländischen Impresariats.
Heute ist Maute künstlerischer Leiter des Ensemble Caprice und Mitglied des New Yorker Barockensembles REBEL sowie Erster Flötist des REBEL Baroque Orchestra. Er hat zahlreiche Kompositionen für Blockflöte verfasst. Als Lehrer ist er weltweit angefragt, er unterrichtet Blockflöte, Kammermusik und Improvisation an der McGill University in Montreal. CDs von ihm sind bei ATMA Classique, Dorian Recordings, Vanguard Classics und ANTES Editions erschienen.
Matthias Maute ist mit Sophie Larivière verheiratet, einem Mitglied des Ensemble Caprice. Das Ehepaar hat zwei Kinder.
Seit Juni 2016 ist Matthias Maute Chorleiter (Artistic Director) der Johann Sebastian Bach Society in Minnesota.